# Javonte Green

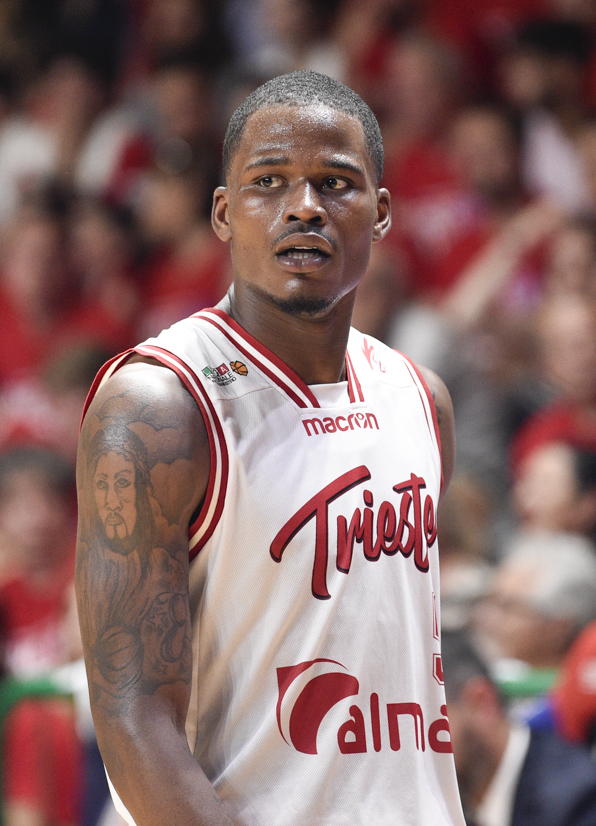
Javonte Green, 2018.

Javonte Green, född 23 juli 1993 i Petersburg, Virginia i USA, är en montenegrinsk-amerikansk professionell basketspelare (SF/SG) som spelar för Detroit Pistons i National Basketball Association (NBA). Han har tidigare spelat i Boston Celtics, Chicago Bulls, New Orleans Pelicans och Cleveland Cavaliers.
Green har även spelat som proffs i Italien, Spanien och Tyskland.
Han blev aldrig NBA-draftad.
Innan Green blev proffs studerade han vid Radford University och spelade för deras idrottsförening Radford Highlanders.